# Sopor Æternus & the Ensemble of Shadows
Sopor Aeternus & the Ensemble of Shadows (Latin: sopor æternus "evig søvn"; ofte omtalt som Sopor Aeternus eller Sopor) er et darkwave musikprojekt fra Frankfurt, Tyskland der blev startet i 1989 af Anna-Varney Cantodea. Anna-Varneys musik er ekstremt personlig, melankolsk og pessimistisk, og trækker på en række forskellige musikgenre. Den har siden begyndelsen oparbejdet kultstatus.

## Diskografi

### Demo
- Es reiten die Toten so schnell… (1989)
- Rufus (1992)
- Till Time and Times Are Done (1992)

### Studiealbum
- Ich töte mich... (1994)
- Todeswunsch (1995)
- The Inexperienced Spiral Traveller (1997)
- Dead Lovers' Sarabande (Face One) (1999)
- Dead Lovers' Sarabande (Face Two) (1999)
- Songs from the Inverted Womb (2000)
- Es reiten die Toten so schnell (2003)
- La Chambre d'Echo (2004)
- Les Fleurs du Mal - Die Blumen des Bösen (2007)
- A Triptychon of Ghosts (Part Two) - Have You Seen This Ghost? (2011)
- Poetica - All Beauty Sleeps (2013)
- Mitternacht (2014)
- The Spiral Sacrifice (2018)
- Death & Flamingos (2019)
- Island of the Dead (2020)
- Alone At Sam's - An Evening With... (2023)

### EP'er og remix-album
- Ehjeh Ascher Ehjeh (1995)
- Voyager - The Jugglers of Jusa (1997)
- Flowers in Formaldehyde (2004)
- Sanatorium Altrosa (Musical Therapy for Spiritual Dysfunction) (2008)
- A Triptychon of Ghosts (Part One) - A Strange Thing to Say (2010)
- A Triptychon of Ghosts (Part Three) - Children of the Corn (2011)
- Angel of the Golden Fountain (2015)
- The Story Of 'Es reiten die Toten so Schnell' (2021)
- The Colours (2023)
- The Rules (2023)
- Fab Dead Cult Veil (2024)

### Singler
- "The Goat / The Bells Have Stopped Ringing" (2005)
- "In der Palästra" (2007)
- "Imhotep (2011)
- "Reprise (2018)
- "Vor Dem Tode Träumen Wir" (2019)
- "The Boy Must Die" (2019)
- "Architecture ll (Instrumental Version)(Remastered)" (2021)
- "Birth - Fiendish Figuration (The Inner Hell, Side.A) (Memories Are Haunted Places, Side.B)" (2021)
- "Averno - Inferno (Averno, Side.A) (Inferno, Side.B)" (2021)
- "The Dead" (2021)
- "Todesschlaf"' (2022)

### Andre udgivelser
- Jekura - Deep the Eternal Forest (1995) – en opsamling med fire sange af Sopor Aeternus[10]
- Nenia C'alladhan (2002) – et selvbetitlet sideprojekt med Constance Fröhling
- Like a Corpse Standing in Desperation (2005) – et boks-sæt med sjældne numre og albums
- The Goat and Other Re-Animated Bodies (2009) - DVD af tidligere udgivne videoer
- Alone At Sam's (2023) - en single til et fire-persons brætspil